# Anurophorus dubius
Anurophorus dubius är en urinsektsart som beskrevs av Hercule Nicolet 1847. Anurophorus dubius ingår i släktet Anurophorus och familjen Isotomidae. Inga underarter finns listade i Catalogue of Life.